# Linje E (Buenos Aires tunnelbana)

Stationen San José

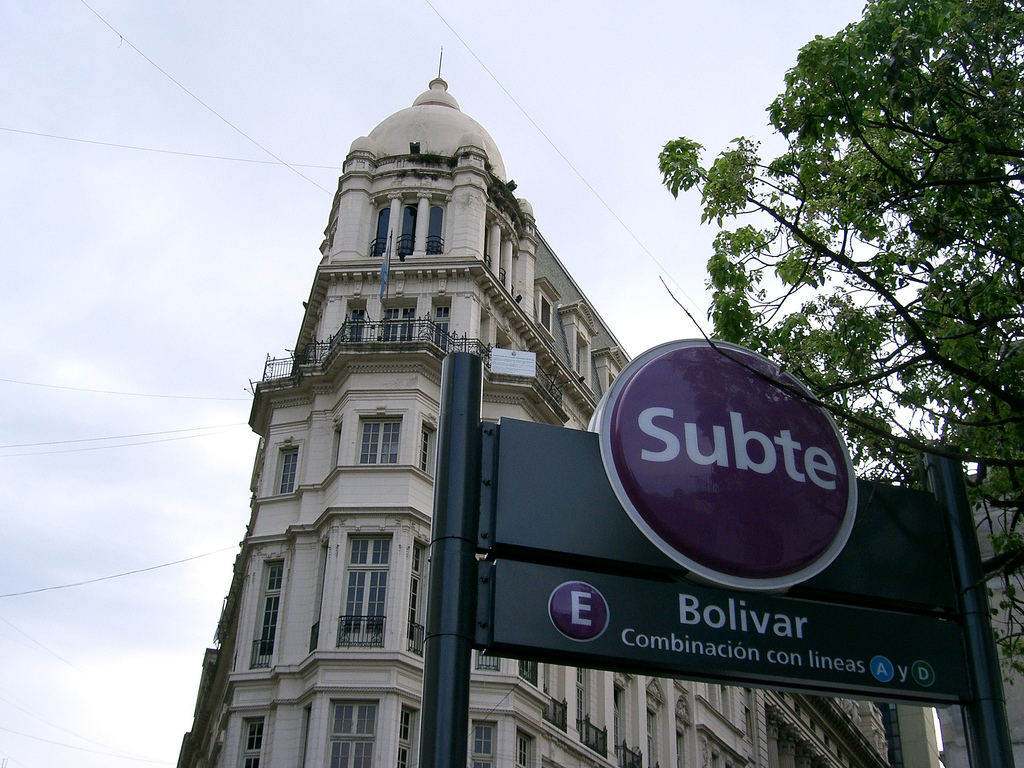
Nedgång till stationen Bolivar.

Linea E i Buenos Aires tunnelbana invigdes 20 juni 1944. Med 18 stationer och en längd på 12 km är den en av de största och längsta.
Stationer:
- Retiro (Retiro (C))
- Catalinas
- Correo Central (Leandro N. Alem (B))
- Bolívar  (Perú (A), Catedral (D))
- Belgrano
- Independencia (Independencia (C))
- San José
- Entre Ríos
- Pichincha
- Jujuy (Humberto I (H))
- General Urquiza
- Boedo
- Avenida La Plata
- José María Moreno
- Emilio Mitre
- Medalla Milagrosa
- Varela
- Plaza de los Virreyes